# Bezzia assimilis
Bezzia assimilis är en tvåvingeart som beskrevs av Oskar Augustus Johannsen 1931. Bezzia assimilis ingår i släktet Bezzia och familjen svidknott. Inga underarter finns listade i Catalogue of Life.